# 1,2-dikloro-1,1,2-trifluoroetan
1,2-dikloro-1,1,2-trifluoroetan je hlapljiv tekoči klorofluoroogljikovodiki, sestavljen iz ogljika, vodika, klora in fluora, s strukturno formulo CClF2CHClF. Hladilno sredstvo je znano tudi pod oznako R-123a.

## Lastnosti
1,1,2-trikloro-1,2,2-trifluoroetan se lahko v blatu iz čistilnih naprav biotransformira v 1,2-dikloro-1,1,2-trifluoroetan.
Kritična temperatura R-123a je 461,6 K (188,5 °C). Prisotnost klora na vsakem ogljikovem atomu ovira rotiranje molekule, vendar se ta pri višjih temperaturah olajša.

## Uporaba
Čeprav ne namerno, je R-123a pomembna nečistoča v svojem izomeru, široko uporabljenem 2,2-dikloro-1,1,1-trifluoroetanu (R-123).